# Tritylether

Tritylether

Tritylether stellen eine Gruppe von organisch-chemischen Verbindungen dar, die als ein Sonderfall eines Ethers (R–O–R) betrachtet werden können, bei denen einer der beiden organischen Reste eine Tritylgruppe repräsentiert. 

## Synthese
Zur Synthese von Tritylethern setzt man einen Alkohol mit Tritylchlorid (Ph3CCl, abgekürzt TrCl) in Gegenwart einer Base (z. B. Pyridin) um. Aus sterischen Gründen werden ausschließlich primäre Alkohole mit Tritylchlorid verethert und es ist beispielsweise bei Monosacchariden möglich die Hydroxygruppe an C-6 selektiv neben allen anderen zu schützen.

## Bedeutung
In der präparativen organischen Chemie wird die Hydroxygruppe von Alkoholen bisweilen durch Einführung einer Tritylgruppe unter Bildung eines Tritylethers geschützt.  Die Tritylether-Gruppe ist gegen Basen relativ stabil, kann jedoch sauer relativ leicht wieder abgespalten werden unter Freisetzung der zuvor geschützten Hydroxygruppe. Eine para-ständige Methoxygruppe an einem der drei Phenylgruppen des Tritylethers begünstigt die Säurelabilität des Tritylethers. Wenn alle drei Phenylgruppen des Tritylethers in para-Stellung methoxysubstituiert sind, erhöht sich die Säurelabilität des Tritylethers. Derartige Schutzgruppen-Strategien werden in der Nucleotid-Synthese eingesetzt.

Automatisierte Oligonukleotid-Synthese – DMT ist die 4,4'-Dimethoxytrityl-Gruppe